# Пітер Селлерс
Річард Генрі Селлерс, загальновідомий як Пітер Селлерс, командор ордену Британської Імперії (8 вересня 1925 — 24 липня 1980) — британський комедійний актор, найбільш відомий завдяки ролі головного інспектора Клузо в серії фільмів про Рожеву Пантеру, трьом різним ролям у фільмі «Доктор Стренджлав», ролі Клера Куілті в фільмі «Лоліта», та інфантильного і залежного від телевізора садівника на ім'я Шанс у своєму передостанньому фільмі «Бути там». Провідна акторка Бетті Девіс сказала про нього: «Він не актор — він хамелеон».
На його честь названо астероїд 17078 Селлерс.

## Фільмографія
- 1964 — Доктор Стрейнджлав, або Як я перестав хвилюватись і полюбив бомбу / Dr. Strangelove or: How I Learned to Stop Worrying and Love the Bomb — капітан Лайонел Мандрайк / президент Меркін Маффлі / доктор Стрейнджлав
- 1965 — Що нового, кицюню? / What's New Pussycat?
- 1966 — Полювання на лиса / Caccia alla volpe — Альдо Ванучі / Федеріко Фабрізі
- 1967 — Казино Рояль / Casino Royale — Евелін Трембл / Джеймс Бонд 007
- 1969 — Чарівний християнин / The Magic Christian — сер Гай Гренд
- 1970 — Хоффман /Hoffman — Бенджамін Гоффман
- 1970 — Гей! У моєму супі дівчина / There's a Girl in My Soup — Роберт Денверс
- 1972 — Пригоди Аліси в Країні чудес / Alice's Adventures in Wonderland — Березневий заєць
- 1975 — Повернення Рожевої пантери / The Return of the Pink Panther — інспектор Клузо
- 1976 — Убивство смертю / Murder by Death — інспектор Сідни Ван
- 1976 — Рожева пантера знову завдає удару / The Pink Panther Strikes Again — інспектор Клузо
- 1978 — Помста Рожевої пантери / Revenge of the Pink Panther — інспектор Клузо
- 1979 — Бути там / Being There — Чанс
- 1980 — Підступний план доктора Фу-Манчу / The Fiendish Plot of Dr. Fu Manchu — інспектор Нейланд Сміт — доктор Фу Манчу
- 1982 — Слід Рожевої пантери / Trail of the Pink Panther — інспектор Клузо